# Rondeletia anguillensis
Espèce
Rondeletia anguillensis est une espèce de plantes à fleurs de la famille des Rubiaceae.

## Distribution
Cette espèce est endémique de l'ile d'Anguilla.

## Description
Le pollen de cette espèce présente un dimorphisme remarquable.

## Publication originale
- Howard & Kellogg, 1987 : Contributions to a flora of Anguilla and adjacent islets. Journal of the Arnold Arboretum, vol. 68, n. 1, p. 105–131 (texte intégral).